# Noé (nombre)
Noé  es un nombre propio masculino de origen hebreo en su variante en español. Deriva del término  hebreo    “Noah” ( נֹחַ) , su significado es "Descanso, paz, comodidad, o el que da consuelo".

## Etimología
Noé es el nombre de un personaje bíblico del Antiguo Testamento. 
Noé, hijo de Lamec, descendiente de Set (Génesis 5:28-29).  Construyó un arca  en la que salvó a su familia y una pareja de cada animal del Diluvio universal.

## Equivalencias en otros idiomas
| Variantes en otras lenguas | Variantes en otras lenguas |
| -------------------------- | -------------------------- |
| Español                    | Noé                        |
| Hebreo                     | נוח                        |
| Albanés                    | Noe, Noeu, Nuh, Nuhu       |
| Árabe                      | نوح                        |
| Inglés                     | Noah                       |
| Francés                    | Noë                        |

## Santoral
La celebración del santo de Noé se corresponde con el día 10 de noviembre.